# 389 î.Hr.

## Nașteri
- dată necunoscută: Hiperide  (d. 322 î.Hr.)